# 1915 год в России

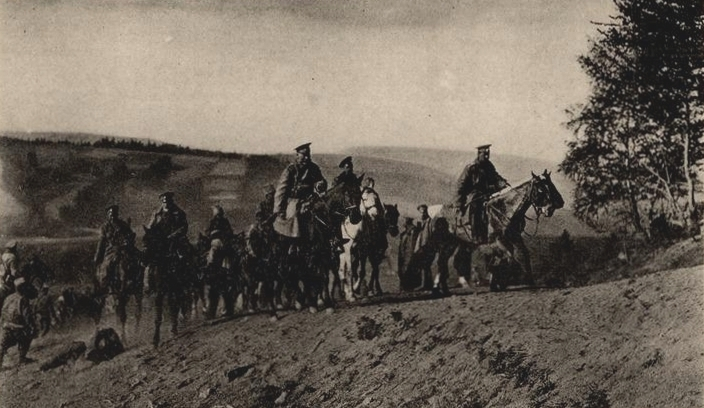
Карпаты. Начальник дивизии на перевале.

## Январь
- 7 января-20 апреля — Карпатская операция
- 31 января — Битва при Болимове

## Февраль
- 3 февраля — Попытка второго штурма крепости Осовец
- 7 февраля — Начало Августовской операции
- 14 февраля — в Лондоне прошла 1-я Конференция социалистов стран Антанты[англ.], в которой приняли участи социал-демократы Великобритании, Франции, Бельгии и России (большевиков представлял Максим Максимович Литвинов)
- 20 февраля-30 марта — Праснышская операция
- 25 февраля — открыто движение электрического трамвая в Самаре.

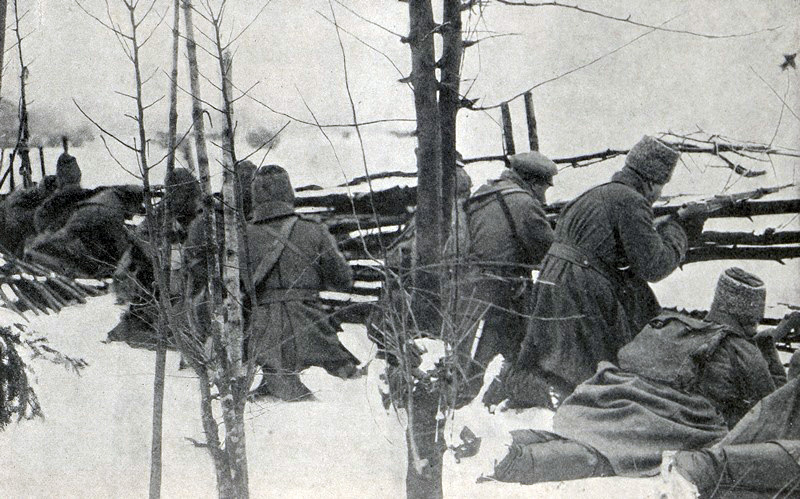
Оборона предместья Прасныша

- февраль — Битва под Козево

## Март
- 18 марта — Англо-франко-русское соглашение. Англия и Франция соглашались на передачу Константинополя и проливов России, в обмен на земли азиатской части Османской Империи.
- 22 марта — после продолжительной осады крепость Перемышль была взята русской армией. В плен сдались более 100 тысяч австрийцев.

## Апрель

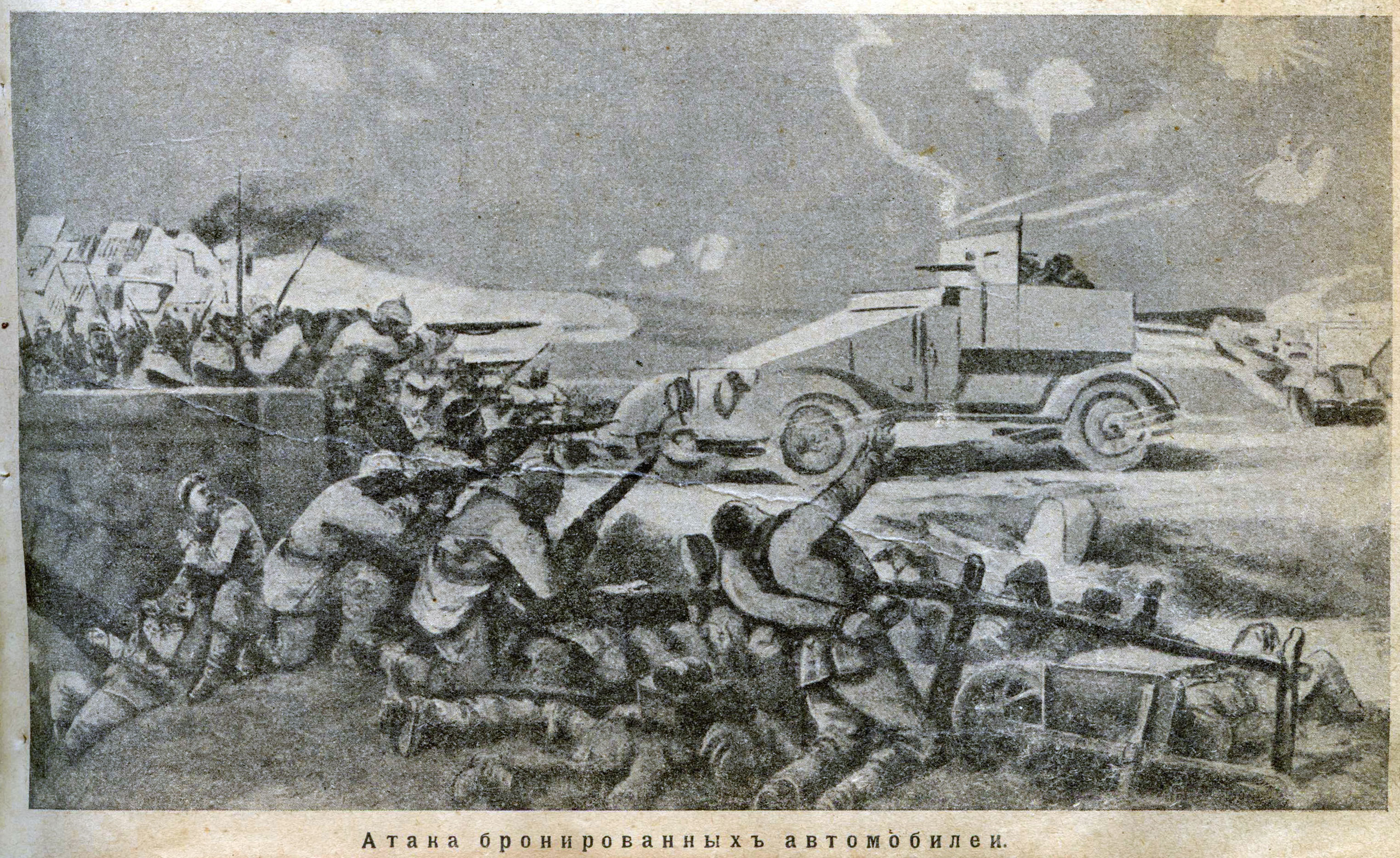
Атака бронированных автомобилей Рено.

- 19 апреля-16 мая — Ванское сражение
- 24 апреля — начало геноцида армян в Османской империи.
- 27 апреля-4 мая — Взятие горы Маковка

## Май
- 2-15 мая — Горлицкий прорыв
- 9 мая-13 июня — конный Рейд Шарпантье в Азербайджане и Армении
- 9 мая — открыто автобусное движение в Петрозаводске.
- 10 мая — Морской бой у Босфора. Полная победа черноморского флота России
- 24 мая — в совместной Декларации стран-союзниц (Великобритания, Франция и Россия) массовые убийства армян впервые в истории были признаны преступлением против человечности
- 25-30 мая — Иваново-Вознесенская стачка

## Июнь
- 3 июня — Немцы заняли Перемышль
- 7 июня — заключено трёхстороннее русско-китайско-монгольское Кяхтинское соглашение, гарантировавшее автономию Внешней Монголии от Китая. Китай лишился права вводить свои войска на территорию Монголии, колонизировать её земли и вмешиваться в её внутренние дела
- 22 июня
  - Австро-Германские войска заняли Львов
  - совещание русского командования в Седлеце. Было решено беречь живую силу и выигрывать время для развёртывания военной промышленности в тылу путём постепенного отступления.
- 27 июня — Начало Великого отступления русской армии

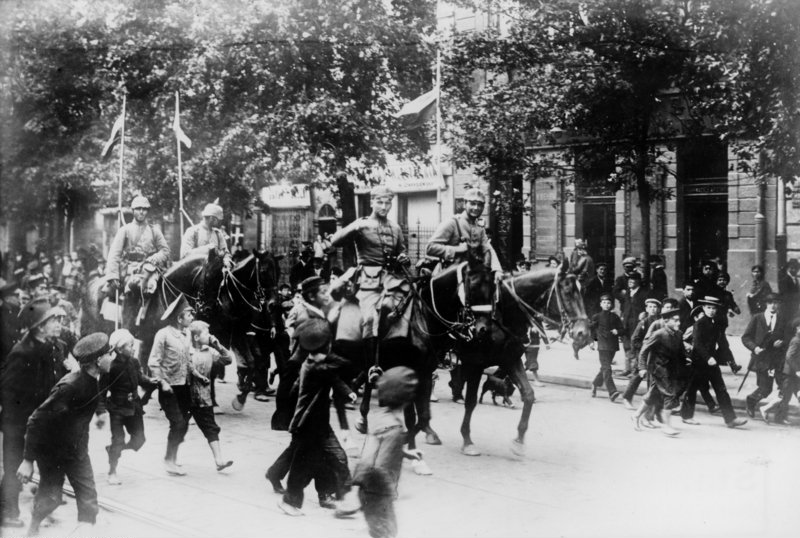
Немецкая кавалерия входит в Варшаву

## Июль
- 9 июля — на Кавказе перешла в наступление ударная группа 3-й турецкой армии. Русские войска начали Алашкертскую оборонительную операцию
- 21 июля — русские войска на Кавказе отошли к Алашкерту. На следующий день ударная группа генерал-лейтенанта Н. Н. Баратова из района Даяра нанесла удар во фланг и в тыл наступающих турецких войск, сорвав турецкое наступление
- 22 июля — Русские войска оставили Варшаву и Ивангородскую крепость

## Август
- 6 августа — «Атака мертвецов» под крепостью Осовец.
- 8-19 августа — Оборона Рижского залива
- 10-13 августа — Иваново-Вознесенская стачка
- 22 августа — Конец героической обороны крепости Осовец
- 22 августа-2 октября — Оборона Вильно

## Сентябрь
- 8 сентября — Царь Николай II берёт на себя командование русской армией.
- 14 сентября — Окончание отступления русской армии

## Октябрь
- 19 октября — начались волнения матросов на российском линкоре «Гангут». Подавлены через три дня

## Декабрь
- 28 декабря-7 января — Наступление русских войск на Эрзурум

## Без точных дат
- Николай Зелинский изобрёл противогаз
- Николаем Лебеденко изобретён Царь-Танк. Был построен один экземпляр, которые застрял в болоте во время испытаний.